# Edalorhina nasuta
Edalorhina nasuta és una espècie d'amfibi que viu al Perú.
Està amenaçada d'extinció per la pèrdua del seu hàbitat natural.